# Чёрное и белое (фильм, 1999)
«Чёрное и белое» (англ. Black and White) — американский гангстерский фильм 1999 года.

## Сюжет
США, Нью-Йорк, Манхеттен. В чёрную рэп-хип-хоп группу желают влиться белые исполнители — юноши из благополучных богатых семей. Предводитель афроамериканской команды — Рич «Пауэр» Бауэр, и двери его дома всегда открыты для начинающих музыкантов, бродяг и бездельников, а сам он проворачивает полулегальные делишки.
Супруги Сэм и Терри хотят снять документальный фильм о Риче, его жизни и окружении.
Дин — успешный баскетболист, а Рич — его друг детства. Однажды Дин поддаётся уговорам Рича и соглашается проиграть несколько встреч, чтобы заработать денег на тотализаторе. Однако он об этом сильно жалеет, когда выясняется, что букмекер Марк был подставной, и на самом деле это полицейский, давно пытающийся вывести Рича на чистую воду. Рич понимает, что Дин слишком много знает, и решает убить его. Для этой цели он выбирает одного из белых подростков, у которого пользуется наибольшим авторитетом, и просит совершить убийство за него. Прокол Рича в том, что этот юноша — сын окружного прокурора…

## В ролях
- Элайджа Вуд — Рен
- Эдди Томас — Марти Кинг
- Уильям Скотт — Уилл Кинг
- Стейси Эдвардс — Шейла Кинг
- Джо Пантолиано — Билл Кинг
- Джаред Лето — Кэйси
- Скотт Каан — Скотти
- Роберт Дауни-младший — Терри Донаджер
- Брук Шилдс — Сэм Донаджер
- Аллан Хьюстон — Дин Картер
- Гэби Хоффман — Рэйвен
- Кидада Джоунс — Джесс
- Марла Мейплз — Маффи
- Бижу Филлипс — Чарли
- Оливер Грант — Рич Бауэр
- Кори Вудз — Сигар
- Клаудия Шиффер — Грета
- Бен Стиллер — детектив Марк Клеар
- Фрэнк Адонис — Фрэнк
- Майк Тайсон — камео

## Факты
- Одна из немногих драматических ролей комика Бена Стиллера.
- В ролях снялись музыканты групп Wu-Tang Clan, Onyx и 30 Seconds to Mars
- Бо́льшая часть диалогов в фильме является актёрской импровизацией, только роль Клаудии Шиффер была расписана дословно. Кстати, она впервые проколола уши именно для этого фильма, так как её персонаж носит в ушах огромные обручи[1][неавторитетный источник], а Брук Шилдс проколола нос.
- Чёрное и белое (саундтрек) — статья о саундтреке к фильму (англ.)
- В фильме за 98 минут 215 раз произносится слово fuck, то есть в среднем 2,19 раз в минуту.

## Премьерный показ в разных странах
- США — 4 сентября 1999 (кинофестиваль в Теллюриде); 5 апреля 2000 (широкий экран)
- Канада — 15 сентября 1999 (Кинофестиваль в Торонто)
- Великобритания — 8 октября 1999
- Германия — 10 августа 2000
- Аргентина — 12 сентября 2000 (выход на видео)
- Австралия — 28 сентября 2000
- Испания — 17 ноября 2000
- Франция — 29 ноября 2000
- Венгрия — 30 ноября 2000 (выход на видео)
- Исландия — 19 декабря 2000 (выход на видео)
- Бельгия — 31 января 2001
- Италия — 6 июля 2001
- Япония — 28 сентября 2001 (выход на видео)
- Финляндия — 2001 (выход на видео)